# القصر المجاز
 القصر المجاز (بالإنجليزية: KSAR EL MAJAZ)‏ هي جماعة قروية تابعة لإقليم الفحص أنجرة ضمن جهة طنجة تطوان بالمغرب. بلغ مجموع عدد سكان  القصر المجاز حسب إحصاءات 2004 حوالي 8949 نسمة يعيشون في 1735 أسرة.

## إحصاء عام
| السنة | عدد السكان | عدد الأسر | عدد الأجانب |
| ----- | ---------- | --------- | ----------- |
| 1994  | 6610       | 1268      | °°°°        |
| 2004  | 8949       | 1735      | 3           |

## دواوير الجماعة
الدالية . واد الرمل . الحومة . الحجيرة . الساقية دالحوتة . تغرمان . لوييد . أكواز . ضهر الخروب العليا . ضهر الخروب السفلى . تجزئة ضهر الخروب . واد اغلالة . كرنيوة . الطالع . مركز قصر المجاز . لوطا عين شوكوة . عين شوكة . المنصورة . عين العجائز . الدقسير . بوعباد . الدراوييش . بوينتي . كتامة . عين الصغير . حتاتش . الحامة.